# 女神 (太宰治)
「女神」（めがみ）は、太宰治の短編小説。

## 概要
初出『日本小説』1947年5月号
単行本『女神』（白文社、1947年10月5日）
執筆時期1947年3月頃執筆脱稿（推定）
原稿用紙21枚
本作品は「れいの、璽光尊とかいふひとの騒ぎの、すこし前に、あれとやや似た事件が、私の身辺に於いても起つた。」という文章で始まる。璽光尊は本名を長岡良子と言い、宗教団体「璽宇」の教祖だった人物。「あれとやや似た事件」の「あれ」とは、璽宇が1947年（昭和22年）1月21日、本拠地金沢市で起こした「璽光尊事件」のことを指す。

## あらすじ
細田氏は、大戦の前は愛国悲詩とでもいったような甘い詩を書いたり、ハイネの詩などを訳したり、女学校の臨時教師などをしたりして生活をしていた。大戦が始まると、彼は奥さんを連れて満州に行き、出版会社に夫婦共に勤めていた。満州から一枚葉書を頂いてからそれっきり付き合いは絶えたが、去年の暮れに細田氏は突然「私」の三鷹の家を訪れる。
「実は、あなたと私とは、兄弟なのです。同じ母から生れた子です。それから、これは、当分は秘密にして置いたほうがいいかも知れませんが、私たちには、もうひとりの兄があるのです。その兄は、」
ここで細田氏は、いかに言論の自由とは言っても、ここに書くのがはばかりのあるくらいの、大偉人の名を彼は平然と誇らしげに述べた。
「この我々三人の兄弟が、これから力を合せて、文化日本の建設に努めなければならぬのです。これを私に教えてくれたのは、私たちの母です。おどろいてはいけませんよ。私たち三人の生みの母は、実は私のうちの女房であったのです。女房は、男性衰微時代が百年前からはじまっている事、これからはすべて女性の力にすがらなければ世の中が自滅するだろうという事、その女性のかしらは私自身で、私は実は女神だという事、などいっさいの秘密を語り明かされたというわけなのです」
「私」は細君のもとに送りとどけるのが最も無難だと思い、彼と共に省線に乗った。彼の家は立川市とのことであった。
細君は健康そうな普通の女性であった。普通の女の挨拶を述べるばかりで、少しも狂信者らしい影がなかった。